# Кривая Отнога
Кривая Отнога — река в России, протекает в Саратовской области, левый приток реки Голенькая.

## География и гидрология
Устье реки находится в 20 км от устья Голенькой. Длина реки — 20 километра. Площадь водосборного бассейна — 266 км².

## Данные водного реестра
По данным государственного водного реестра России относится к Нижневолжскому бассейновому округу, водохозяйственный участок реки — Большой Иргиз от истока до Сулакского гидроузла. Речной бассейн реки — Волга от верхнего Куйбышевского водохранилища до впадения в Каспий.
Код объекта в государственном водном реестре — 11010001612112100010007.